# Залозецький замок
Залозецький замок (Залізцівський замок) — фортифікаційна споруда у містечку Залізці Зборівського району Тернопільської області. Пам'ятка архітектури національного значення. Один з найгірше збережених замків Тернопільщини.

## Опис замку
Руїни Залозецької фортеці стоять над річкою Серет. Пустирище замкового двору оточують лише фрагменти товстих оборонних стін висотою 2,0 — 1,5 м. Збереглися фрагменти північної та західної стіни, напівпідвальний поверх з вузьким коридором.

## Історія
Залозецький замок у XVI — XVIII ст. належав магнатським родинам Вишневецьких і Потоцьких.
Не раз був зруйнований під час приступів козацьких, польських, татарських й турецьких військ.
У 1603 р. він був одним з чільних пунктів збору раті Лжедмітрія І для походу на Москву.
У 1751 році в замку помер один з його власників — Юзеф Потоцький.
Значних руйнувань замку завдали російські артобстріли під час Першої світової війни, але до остаточного нищення найбільше долучилися місцеві селяни, які використовували камінь із замку для своїх господарських потреб.

## Будова
Побудований з пісковика, в плані чотирикутний з чотириярусними баштами і підйомним мостом, перекинутим через рів з водою. У північній частині був двоповерховий палац. До північної і південної стін двору прилягали житлові будівлі. У північно-західній частині були розміщені двоярусні каземати з а́рковим проїздом головних воріт, по центральній осі фасаду, та кутовою, неправильною в плані п'ятигранною баштою. В'їзна брама мала білокам'яний портал з рустованих пілястр, що несли антаблемент тосканського ордеру. Підвальний ярус башти, перекритий півциркульним склепінням, вів з двору замку вузьким довгим коридором і сполучався з казематами.

## Галерея

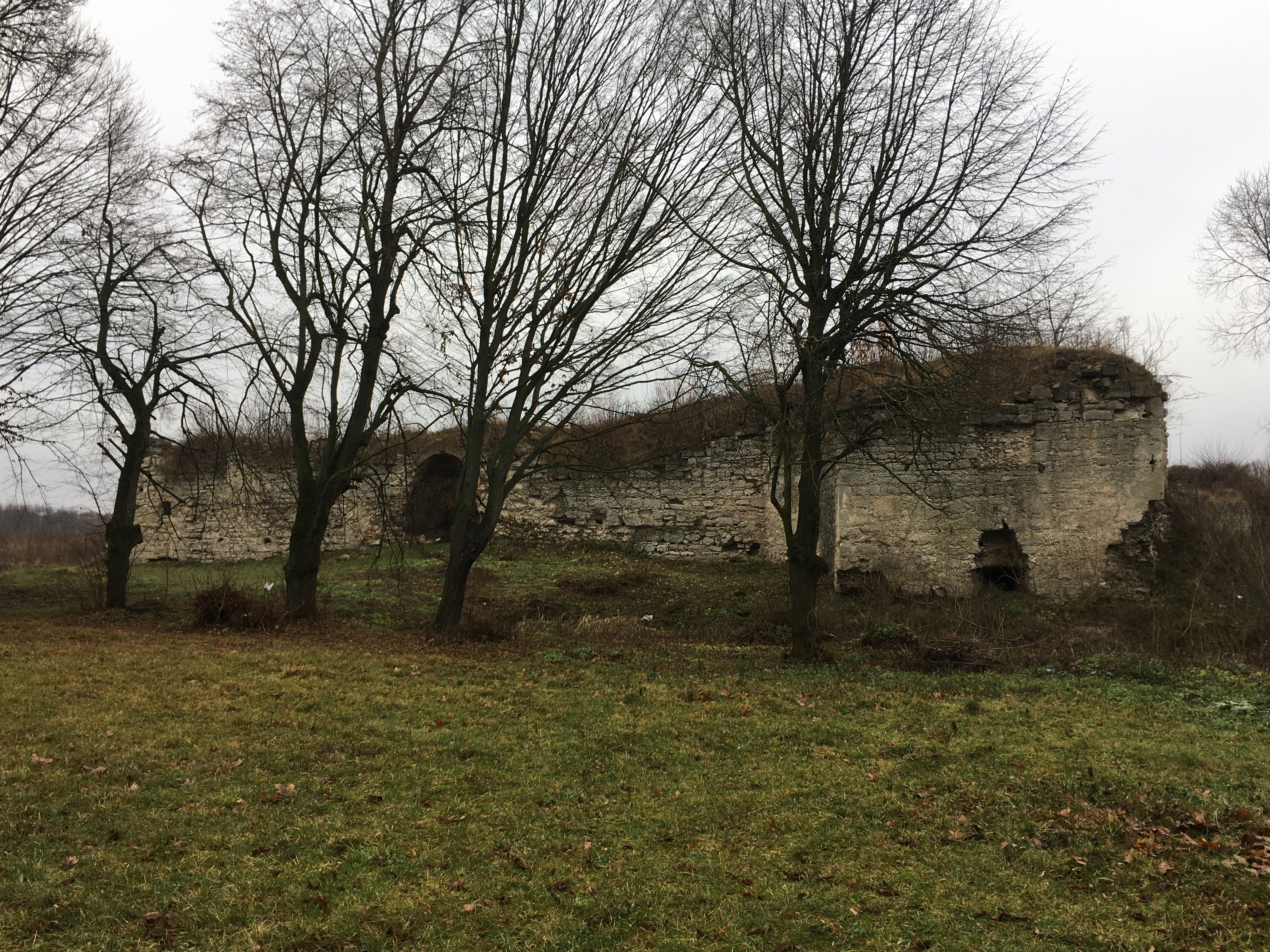
Руїни залозецького замку
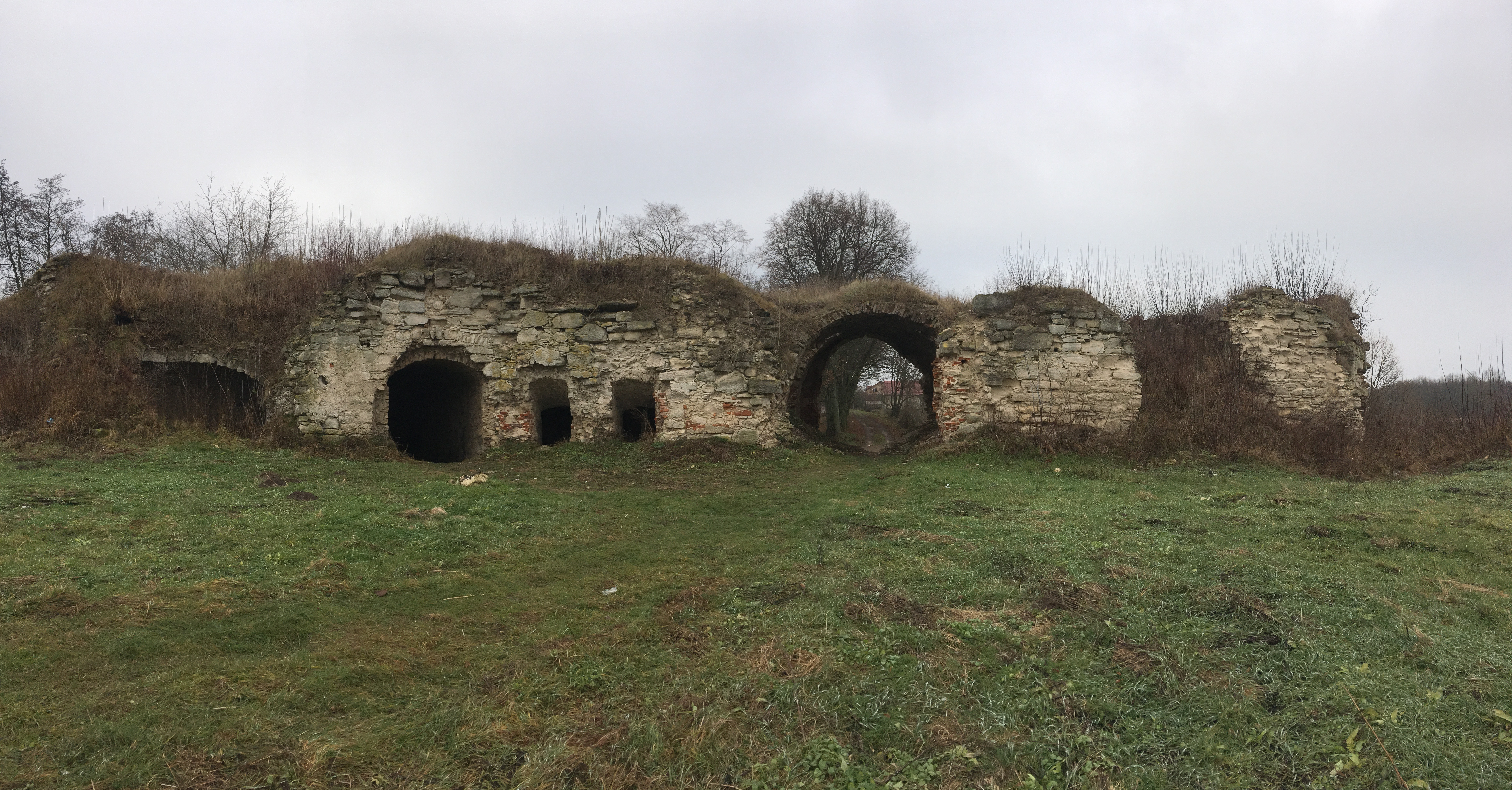
Руїни залозецького замку
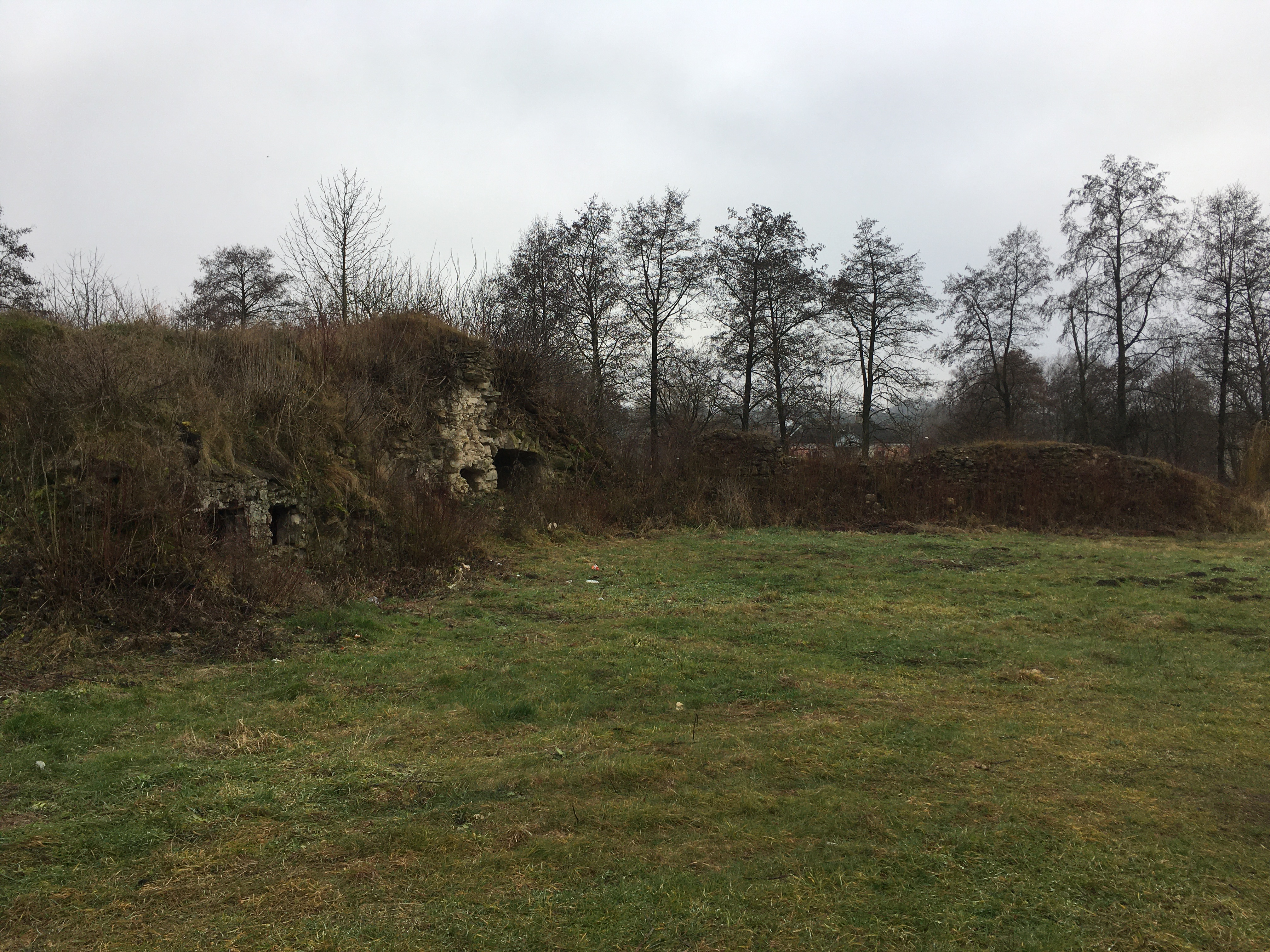
Руїни залозецького замку
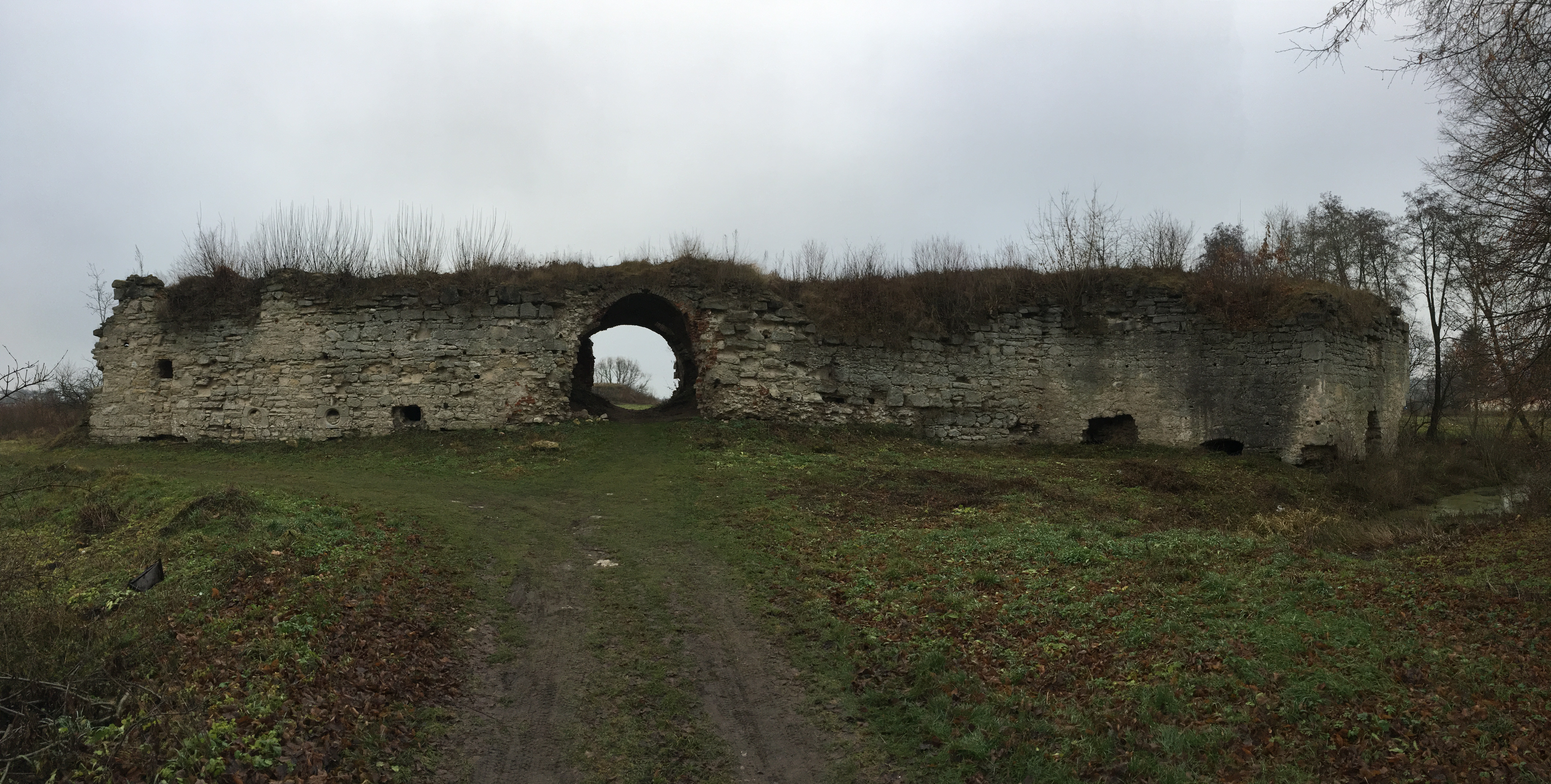
Руїни залозецького замку
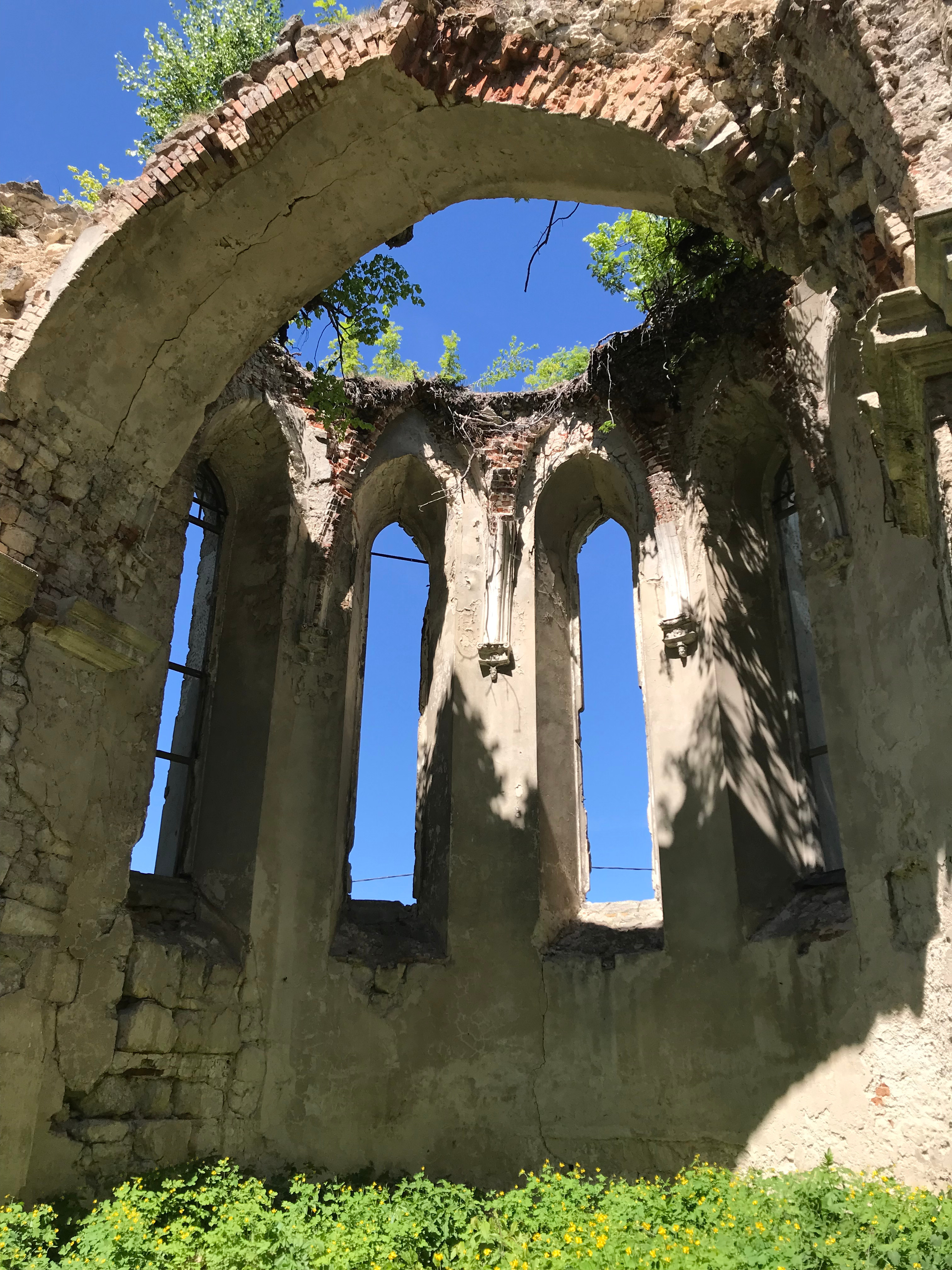
Руїни костелу